# Ficus microtrivia
Ficus microtrivia (лат.) — вымерший вид рода Фикус семейства Тутовые, известный из раннемиоценовых и среднемиоценовых отложений Китайской Народной Республики.

## Этимология
Видовое название является отсылкой к схожему современному Ficus trivia и намекает на то, что Ficus microtrivia был несколько меньше него.

## Описание
Лист с коротким черешком. Вершина острая. Жилкование эвкамптодромное, становится брохидодромным дистально. Базальными вторичными признаками являются выпуклости, напоминающие акродромное жилкование. Межрёберная третичная вена простирается от основания к вершине. Четвертичные и пятеричные вены нерегулярно сетчатые, образуют плотные сетки. Свободно оканчивающихся жилок 4 или более, они дихотомически ветвятся, иногда образуя грандулярные узлы прожилок.

## История изучения
В 2018 году были найдены отпечатки листьев ранее неизвестного вида рода Фикус в формации Хуажиге неподалёку от деревни Дашидонг, Вэньшань-Чжуан-Мяоский автономный округ, провинция Юньнань, юго-запад КНР. В том же году Цзянь Хуанг, Лин-Джиа, Тао Су и Чжэ-Кун Чжоу описали новый вид. Голотипом был назначен образец DMS-4438, а в качестве паратипов авторы указали образцы DMS-1225; DMS-3936; DMS-4401; DMS-4421. 
Этот вид, как и некоторые другие, указывает на то ,что открытая кустарниковая растительность, аналогичная той, что в том же регионе Китая сегодня, уже существовала в раннем и среднем миоцене.